# Andrėjus Tereškinas
Andrėjus Tereškinas   (Telšiai, 10 de juliol de 1970) és un exfutbolista lituà de la dècada de 1990.
Fou 56 cops internacional amb la selecció lituana.
Pel que fa a clubs, defensà els colors de FK Žalgiris Vilnius i Skonto FC.